# .shop
.shop ist eine generische Top-Level-Domain (gTLD), die dem Wunsch gewerblicher Internet-Händler (ecommerce business) nachkommt, eine länderunabhängige Webadresse verwenden zu können.
Die Einrichtung der .shop-TLD wurde in einer ersten Runde der Erweiterung der länderspezifischen Domain im Jahre 2000 durch die Firma Commercial Connect LLC beantragt und von der ICANN abgelehnt. Die Aufnahme von .shop in die Liste neu einzurichtender Top-Level-Domains und deren Verwaltung wurde 2009 von der japanischen GMO Registry Inc. bei der Internet Corporation for Assigned Names and Numbers (ICANN) erneut beantragt. Weitere Bewerber um die Betreibung des Domain Name Services waren Google und Amazon.
Am 27. Januar 2016 wurde die Domain von der japanischen GMO Registry Inc. für 41,5 Mio. US-Dollar ersteigert. Beim deutschen Registrator United Internet lagen zum Versteigerungszeitpunkt bereits 142.627 unverbindliche Vorbestellungen vor. Die Domainendung .shop soll ab 26. September 2016 in Deutschland verfügbar sein.
Wie GMO verlauten ließ, soll .shop keine Standardendung werden und der Weiterverkauf von .shop-Adressen eingeschränkt werden. Käufer von .shop-Adressen sollen einen Bezug zum E-commerce haben.